# شهرستان یاجیانگ
شهرستان یاجیانگ (به لاتین: Yajiang County) یک شهرستان‌های جمهوری خلق چین در چین است که در ولایت خودمختار گارزئی تبتی واقع شده است.